# آنتونینو تراپانی
آنتونینو تراپانی (انگلیسی: Antonino Trapani؛ زادهٔ ۲۹ مهٔ ۱۹۵۲) بازیکن فوتبال اهل ایتالیا است.
از باشگاه‌هایی که در آن بازی کرده‌است می‌توان به باشگاه فوتبال پالرمو و باشگاه فوتبال وارزه اشاره کرد.